# Адамауа (мови)
Адама́уа мо́ви — група мов адамауа-східної підродини нігеро-конголезьких мов. Поширені в північному Камеруні та прилеглих територіях Нігерії, Чаду та ЦАР.
В групі виділяються 14 підгруп:
- чам, мона, тула, дадія, ваджа, каму, авак
- чамба, донга, лекон, уом, мумбаке, ндагам
- дака, тарам
- дуру, уере, намчі, колбіла, пана, сарі, севе, уоко, котопо, кутін
- кумба, мумує, генгеле, теме, уака, єнданг, зінна
- мбум, дама, моно, мбере, мунданг, ясінг, мангбеї, кпере, дакка, дек
- мбої, юнгур, лібо, роба
- кам
- мунга, джен
- лонгуда
- фалі
- німбарі
- буа, нієлім, коке
- маса